# やきうどん
やきうどんは、日本の漫画家。やきとうどんの共同筆名である。代表作は「主将!!地院家若美」。

## プロフィール
やき
1975年10月24日生まれ、群馬県出身。元々は「うどん」のアシスタントであったが、高校時代は美術部に所属しており「うどん」より絵が上手であったことから、現在は作画担当として活動している。父親が亡くなった「うどん」が実家に帰ったため、「やき」も「うどん」の実家に居候することになった。
自分が漫画の仕事をしていることは両親には秘密にしている。
『田舎ぐらし〜』からはヤキガシタロウに改名。
うどん
1975年9月10日生まれ、群馬県出身。「やき」とは高校時代の同級生である。かつては柳澤 鉄郎（やなぎさわ てつろう）名義で漫画を描いていたが、アシスタントだった「やき」の方が絵が上手であったことから、現在は原作・ネーム担当として活動している。実家は梅農家で、『もう、しませんから。』でもその様子が描かれている。父親が亡くなってからは実家で家業を手伝いながら執筆している。
『田舎ぐらし〜』からはうどんまんぼうに改名。

## 受賞歴
うどん
- 1997年マガジングランプリ佳作
- 1998年マガジン新人賞ギャグマンガ部門・入選

## 作品リスト
柳澤鉄郎名義
- 忍者BOY（マガジンFRESH1998年夏号）
- まんが少年三国志（第1話のみ「弱肉強食メルヘン むしまろ!」の第1巻に収録されている）
- 弱肉強食メルヘン むしまろ!（週刊少年マガジン2000年1号 - 2001年8号）全2巻
- まんが少年三国志21（マガジンSPECIAL2001年No.4 - 2003年No.9）

やきうどん名義
- 主将!!地院家若美（マガジンSPECIAL2004年No.12 - 2011年No.10）全11巻

長沢克泰うどん名義
うどんと長沢克泰の共同名義。
- 巨悪学園（ネメシス→コミックDAYS）既刊3巻
- 名探偵呂布（NISSIN MANGA 第3話にて第1部完結）既刊無し

うどんまんぼう・ヤキガシタロウ名義
- 田舎ぐらしの若美さん（ebook japan「BLfranc」レーベル、2019年8月30日-）

## 微妙に関連のある人
- 夾竹桃ジン　面識は無いが高校の同級生である。
- the Butler（BAND-MAIDのカバーアート担当）　高校の同級生で美術部同士、うどんとは保育園からの付き合い。